# Andreas Kirchner
Andreas Kirchner (Erlbach-Kirchberg, 17 augustus 1953- Suhl, 10 november 2010) was een Oost-Duits bobsleeremmer. Kirchner won in 1980 olympisch brons in de viermansbob en vier jaar later in 1984 olympisch goud wederom in de viermansbob. Kirchner veroverde in de op de wereldkampioenschappen in de tweemansbob één zilveren en één bronzen medaille.

## Resultaten
- Olympische Winterspelen 1980 in Lake Placid  in de viermansbob
- Wereldkampioenschappen bobsleeën 1981 in Cortina d'Ampezzo  in de tweemansbob
- Wereldkampioenschappen bobsleeën 1982 in Sankt Moritz  in de viermansbob
- Olympische Winterspelen 1984 in Sarajevo  in de viermansbob

1924: Scherrer / Neveu / A.Schläppi / H.Schläppi ·
1928: Fiske / Tucker / Mason / Gray / Parke ·
1932: Fiske / Eagan / Gray / O'Brien ·
1936: Musy / Gartmann / Bouvier / Beerli ·
1948: Tyler / Martin / Rimkus / D'Amico ·
1952: Ostler / Kuhn / Nieberl / Kemser ·
1956: Kapus / Diener / Alt / Angst ·
1964: V.Emery / Kirby / Anakin / J.Emery ·
1968: Monti / De Paolis / Zandonella / Armano ·
1972: Wicki / Leutenegger / Camichel / Hubacher ·
1976: Nehmer / Babock / Germeshausen / Lehmann ·
1980: Nehmer / Musiol / Germeshausen / Gerhardt ·
1984: Hoppe / Wetzig / Schauerhammer / Kirchner ·
1988: Fasser / Meier / Fässler / Stocker ·
1992: Appelt / Schroll / Winkler / Haidacher ·
1994: Czudaj / Brannasch / Hampel / Szelig ·
1998: Langen / Zimmermann / Jakobs / Hampel ·
2002: Lange / Kühn / Kuske / Embach ·
2006: Lange / Hoppe / Kuske / Putze ·
2010: Holcomb / Mesler / Tomasevicz / Olsen ·
2014: Melbārdis / Dreiškens / Vilkaste / Strenga  ·
2018: Friedrich / Bauer / Grothkopp / Margis   ·
2022: Friedrich / Margis / Bauer / Schüller